# Aristolochia elongata
Aristolochia elongata är en piprankeväxtart som först beskrevs av Duchartre, och fick sitt nu gällande namn av Nardi. Aristolochia elongata ingår i släktet piprankor, och familjen piprankeväxter. Inga underarter finns listade i Catalogue of Life.